# Airolo
Airolo (in tedesco Eriels, desueto, in romancio Iriel, desueto, in dialetto ticinese Airö) è un comune svizzero di 1 576 abitanti del Canton Ticino, nel distretto di Leventina, parte della Regione Tre Valli.

## Geografia fisica

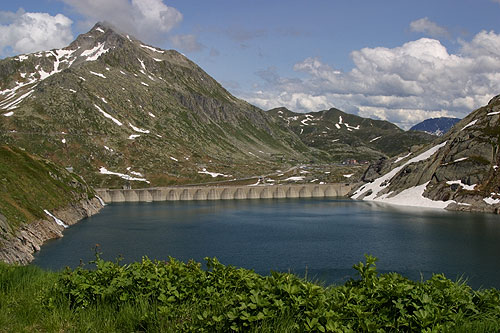
Il bacino idroelettrico formato dalla diga del Lucendro

Airolo è un comune dell'alta valle Leventina, situato 58 km a nord di Bellinzona, ai piedi del passo del San Gottardo; verso ovest si sviluppa la Val Bedretto. Il punto più alto del comune è il Pizzo Centrale (2999 m s.l.m.), sul confine con Andermatt e Hospental.
Il comune comprende i laghetti alpini di Ravina e di Prato.

## Storia

### II-XVIII secolo
Il territorio era abitato già nel II-III secolo, come dimostrano numerose tombe romane scoperte nella frazione di Madrano.
La storia di Airolo è caratterizzata dal traffico attraverso il passo del San Gottardo che venne aperto al traffico commerciale nel XIII secolo. Ciò che ha contribuito allo sviluppo della sua economia, in particolare nei settori della ristorazione, dell'albergazione e dei trasporti. Nel basso Medioevo il paese divenne feudo dei Visconti, tentando diverse volte di riacquistare l'indipendenza. Nel 1516 venne assoggettato alla Vecchia Confederazione svizzera.
Nel 1799 l'armata russa del generale Suvorov durante la sua campagna svizzera valicò il San Gottardo e si scontrò coi francesi nelle gole della Reuss a nord di Andermatt, come ricorda il monumento che è stato eretto sulla superficie rocciosa presso il Ponte del Diavolo.

### XIX-XX secolo

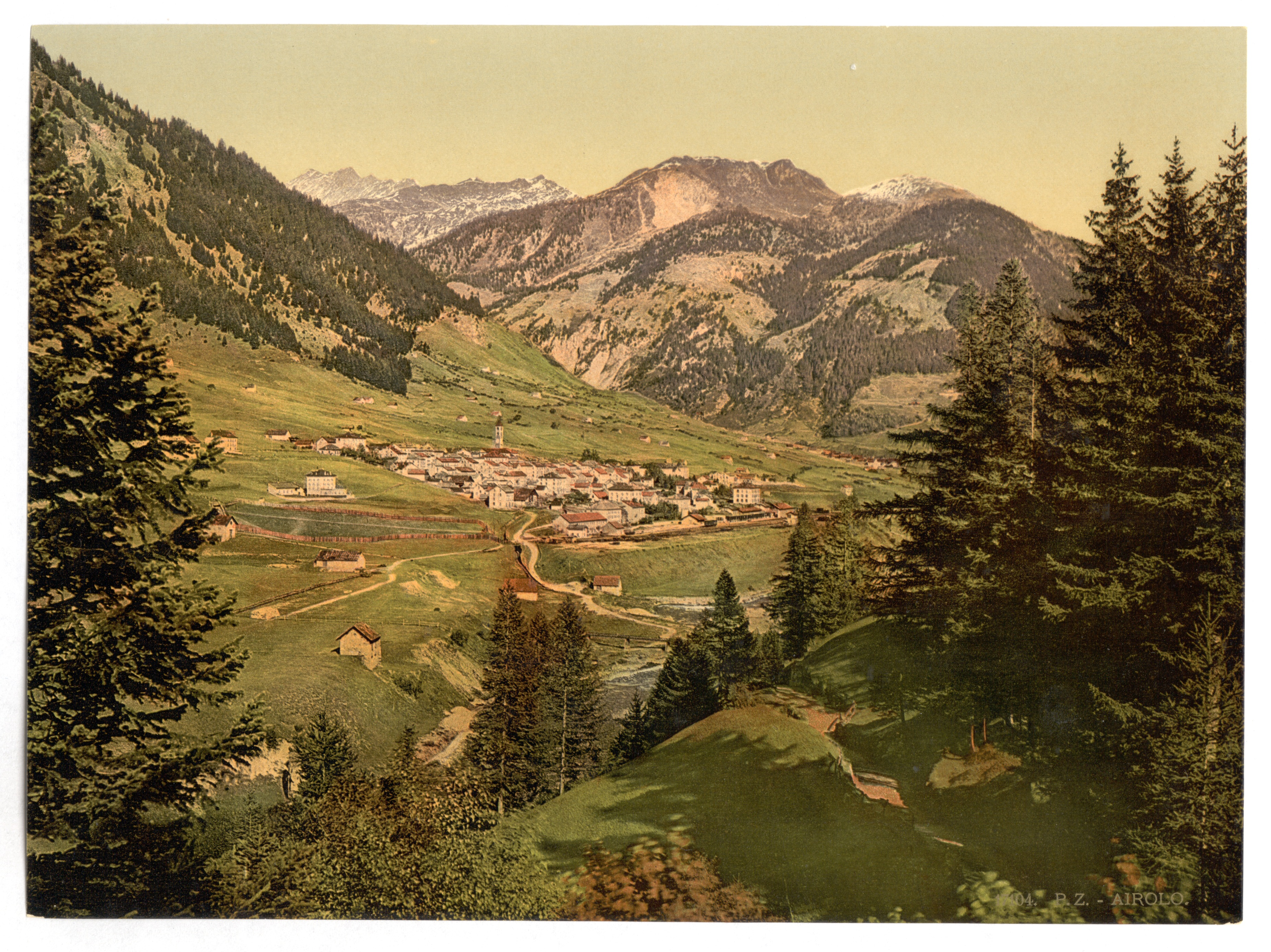
Airolo dopo il 1890, prima della frana del 1898

Nel 1820 fu inaugurata la strada cantonale e il 15 luglio 1830 venne aperta la nuova strada del passo del San Gottardo, oggi conosciuta come "la vecchia Tremola". 
Nel novembre 1868, la frazione di Fontana fu devastata da un incendio. II 17 settembre 1877, una simile calamità colpì il centro di Airolo, dove andarono a fuoco quasi duecento edifici.
Nel 1890 Airolo ebbe un'illuminazione stradale elettrica.
Il 28 dicembre 1898 una frana (Frana del Sasso Rosso) distrusse parte del borgo e fece tre morti. Con i sassi franati a valle vennero in seguito costruiti, a nord del paese, dei grossi muri di protezione. Dalla fine del XIX secolo vennero costruite numerose opere antivalanga (specialmente nel bacino della cosiddetta Vallascia), un progetto che è tuttora in corso. Tra le prime opere ad essere costruire ci furono i muri delle cosiddette Piotte di Abramo, nel 1887.
Il 28 dicembre 1923 una valanga si abbatté sull'abitato causando ingenti danni ma fortunatamente senza provocare vittime; una valanga caduta la notte del 12 febbraio 1951 fece dieci morti. Nell'inverno 1950-1951 ulteriori valanghe provocarono danni materiali nelle località di Fontana, Tamblina (vicino a Fontana) e Monda (vicino a Brugnasco).
Nel 1969 Airolo fu il primo comune del Canton Ticino a costruire un impianto di depurazione; sempre nel 1969 venne inaugurata la strada del passo della Novena che mette in comunicazione con il Canton Vallese e nel 1980 venne inaugurata la nuova galleria autostradale del Gottardo.

## Monumenti e luoghi d'interesse

### Architetture religiose
- Chiesa parrocchiale dei Santi Nazario e Celso, fondata nel 1292[13] su edifici risalenti al V-VI secolo e menzionata per la prima volta nel 1224[1][5]. L'edificio venne ricostruito nel 1879 dopo che un incendio,[5] il 17 settembre 1877, aveva distrutto la chiesa e buona parte del borgo; dell'antico edificio resta il campanile[5] romanico (XII secolo)[1][14];
- Oratorio di Sant'Antonio abate nella frazione Valle, fondato nel XIV-XVI secolo[15] e documentato nel 1570[senza fonte];
- Oratorio dei Santi Gervasio e Protasio nella frazione Madrano[senza fonte];
- Oratorio di San Barnaba nella frazione Brugnasco[senza fonte];
- Oratorio di Santa Maria Vergine nella frazione Stalvedro, documentato nel 1669 e riedificato nel 1766[senza fonte];
- Oratorio di Santa Maria Assunta nella frazione Nante, menzionato nel 1450[senza fonte];
- Oratorio di Santa Maria Maddalena nella frazione Fontana, costruito nel 1782, demolito da una valanga nel 1879 e ricostruito in seguito[senza fonte];
- Oratorio di Sant'Anna nella frazione Albinasca, costruito ex novo nel 1629 accanto a quello antico; conservava un prezioso polittico ad ante tardogotico del 1504 trasportato nel 1907 al Museo nazionale di Zurigo[senza fonte];
- Cappella di Santa Maria nella frazione Bedrina, edificata nel 1852[senza fonte];
- Cappella dei Morti, poco sotto il passo del San Gottardo, che deve il suo nome al fatto che vi venivano deposti i corpi dei viandanti trovati morti di cui non si conosceva la fede[senza fonte];
- Oratorio di San Gottardo[16], fondato sull'omonimo passo nel 1237[17] e inglobato nell'Ospizio vecchio[senza fonte]; fu consacrato attorno al 1230[5] dal vescovo milanese Enrico I da Settala (1213-1230)[senza fonte]. L'edificio tuttavia è ancora più antico perché alcune indagini archeologiche del 1975 rivelarono i resti di un edificio di culto[senza fonte] altomedievale[5], del VIII-IX secolo[senza fonte].

### Architetture civili
- Casa parrocchiale, ricostruita nel 1878 in forme tardoneoclassiche[senza fonte];
- Ex Hotel Motta & Poste (oggi casa con studi professionali), edificato nel 1810 dalla famiglia Motta. Rimase in funzione fino alla costruzione del nuovo Albergo Motta sul lato opposto della vecchia strada del San Gottardo; è la casa natale del consigliere federale Giuseppe Motta[senza fonte];
- Ex Albergo Motta (oggi palazzo d'appartamenti), imponente costruzione sorta nel 1850 circa e rimasta in funzione fino al 1942 quando Giovanni Grassi la trasformò in casa d'abitazione. Notevole è anche la dépendance dell'albergo, costruita nel 1880[senza fonte];
- Scuole comunali, a sud-est del borgo, costruito nel 1917 dall'imprenditore Cesare Camponovo su progetto dell'architetto Ferdinando Bernasconi (1867-1919)[senza fonte];
- Salone Olimpia, sorto nel 1905 su iniziativa di un gruppo di cittadini come sala teatrale e ricreativa[senza fonte];
- Ex Hotel Lombardi (oggi casa d'appartamenti), sopra la stazione, eretto nel 1870 come casa di servizio dell'impresa Favre[senza fonte];
- Casa Lombardi nella frazione Valle, opera di Franco Ponti e Milo Navone negli anni 1975-1977[senza fonte];
- Stazione di servizio Stalvedro, sull'autostrada A2, progettata dagli architetti Tita Carloni e Roberto Nicoli nel 1987[senza fonte];
- Centrale elettrica del Lucendro nella frazione Albinengo, eretta dai fratelli Carlo e Rino Tami negli anni 1942-1945[18];
- Viadotto di Albinengo, realizzato dagli ingegneri Grignoli & Muttoni negli anni 1970-1972[senza fonte];
- Portale sud e centro di manutenzione dell'autostrada A2 progettati da Rino Tami nell'ambito delle opere principali nella tratta autostradale Chiasso-Airolo[senza fonte];
- Fontana, villaggio caratterizzato da un impianto urbanistico a griglia ortogonale dovuto alla ricostruzione evvanuta dopo l'incendio del 1868, forse su progetto egli ingegneri attivi nella costruzione della ferrovia del Gottardo[senza fonte];
- Casa Dotta, unico edificio del nucleo di Fontana che conserva il tetto in scandole, giunto fino a oggi nel suo aspetto del 1792[senza fonte];
- Pozzo di ventilazione a Motto di dentro, realizzato da Rino Tami e Giovanni Lombardi negli anni 1978-1980[senza fonte];
- Complesso dell'ospizio del San Gottardo;
- Albergo Monte Prosa (oggi albergo San Gottardo), costruito nel 1866[senza fonte].

### Architetture militari

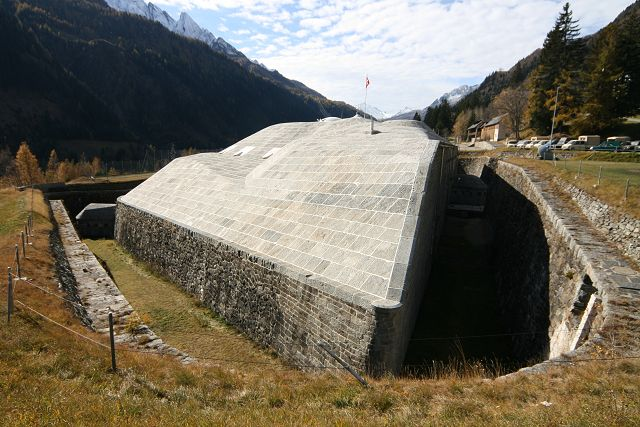
Il Forte Airolo

- Resti del castello di Stalvedro, antico fortilizio sulla riva destra del fiume Ticino risalente secondo la tradizione all'epoca longobarda[1];
- Caserma e piazza d'armi a Bedrina, realizzate negli anni 1989-1995 dagli architetti Fabio Muttoni e Silvano Caccia[senza fonte];
- Forte Airolo, costruito negli anni 1887-1890 con lo scopo di proteggere la galleria ferroviaria e il passo del San Gottardo; all'interno del quadrilatero irregolare è stato inaugurato nel 1989 il Museo Forte Airolo[senza fonte];
- Caserma al Motto Bartola, costruita tra il 1888 e il 1914[senza fonte];
- Postazione di fanteria a Fieud, sul crinale della montagna, costruita tra il 1902 e il 1911[senza fonte];
- Forte San Gottardo sul passo del San Gottardo, costruito tra il 1892 e il 1917[senza fonte].

### Altro

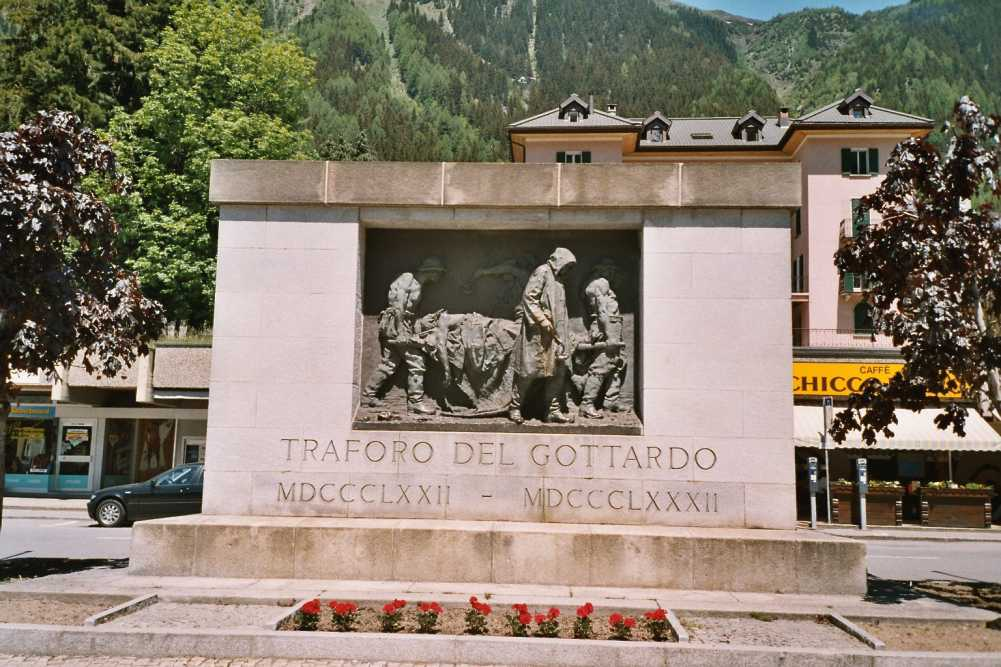
Il Monumento alle vittime del lavoro

- Monumento alle vittime del lavoro,[5] nei pressi della stazione ferroviaria, posato nel 1932[senza fonte]: un bassorilievo in bronzo[5] dello scultore Vincenzo Vela[5] dedicato ai duecento[senza fonte] operai che persero la loro vita nella costruzione della galleria ferroviaria del San Gottardo, inaugurata il 23 maggio del 1882[1].
- Cimitero al margine est del borgo, che conserva la cappella funeraria progettata da Mario Chiattone del 1949-1951[senza fonte];
- Monumento a Giuseppe e Agostina Motta, realizzato nel 1971 in occasione della traslazione delle spoglie da Berna ad Airolo[senza fonte];
- Strada della Tremola costruita su progetto di Francesco Meschini negli anni 1828-1831; l'aspetto odierno, nel tipico selciato in dadi di granito, risale agli anni 1930[senza fonte];
- Monumento ad Adrien Guex, realizzato nel 1928 da Fausto Agnelli in memoria dell'aviatore vodese[senza fonte];
- Statua equestre del generale Aleksandr Vasil'evič Suvorov, opera di Dmitrij Nikitovič Tugarinov realizzata nel 1999[senza fonte];
- Statua del Viandante, opera di Pedro Pedrazzini inaugurata il 26 luglio 2003[19].

## Società

### Evoluzione demografica
L'evoluzione demografica è riportata nella seguente tabella:
Abitanti censiti

### Lingue
| %     | Ripartizione linguistica (gruppi principali) |
| ----- | -------------------------------------------- |
| 3,6%  | madrelingua tedesca                          |
| 85,6% | madrelingua italiana                         |
| 3,3%  | madrelingua serbo-croata                     |

## Geografia antropica

### Frazioni
Il comune comprende le frazioni di Brugnasco, Fontana, Madrano, Nante, Valle e due altre disabitate, Albinasca e Bedrina.

## Economia
L'agricoltura ebbe per molto tempo un ruolo preponderante. Oggi il numero di persone occupate in questo settore si è ridotto notevolmente. La costruzione del Caseificio dimostrativo del Gottardo, inaugurato nel 1997, ha permesso di promuovere meglio i prodotti dell'agricoltura locale. Il quarto mercoledì di maggio si tiene il mercato dei fiori; il primo mercoledì di settembre si svolge la fiera-mercato, con la vendita di prodotti degli alpi e il mercato di bestiame bovino. Nel settore artigianale l'edilizia occupa il primo posto. La sola importante industria di Airolo è l'azienda metallurgica Tenconi, che occupa circa cento dipendenti; vi sono inoltre molte piccole ditte e aziende artigianali.
Ad Airolo si trovano aziende del settore dei servizi per il traffico ferroviario e stradale e una grande piazza d'armi dell'esercito svizzero. In seguito a diverse misure di razionalizzazione nei settori militare, delle ferrovie e di altri servizi pubblici, Airolo ha perso numerosi posti di lavoro e la popolazione residente è in lenta diminuzione.
Airolo è stata la prima località in Ticino ad offrire impianti di risalita per la pratica dello sci e è oggi uno dei luoghi principali del Cantone per gli sport invernali: è il polo turistico della Tre valli ambrosiane. In estate è il punto di partenza per numerose escursioni (Strada Alta, Sentiero degli Alpi).

## Infrastrutture e trasporti
Il passo del San Gottardo è raggiungibile percorrendo l'antica strada della Tremola, termine che deriva dal latino trames ("sentiero, percorso tradizionalmente battuto, tracciato"). Dalla Val Bedretto attraverso il passo della Novena si può raggiungere il Canton Vallese, oppure attraverso un sentiero pedonale che porta al passo di San Giacomo si giunge in Val Formazza in Italia.
Ad Airolo si trovano i portali sud della galleria ferroviaria del San Gottardo e della galleria stradale del San Gottardo.

## Amministrazione
Ogni famiglia originaria del luogo fa parte del cosiddetto comune patriziale e ha la responsabilità della manutenzione di ogni bene ricadente all'interno dei confini del comune.